# Ayano Murasaki
Cette page contient des caractères spéciaux ou non latins. S’ils s’affichent mal (▯, ?, etc.), consultez la page d’aide Unicode.
Ayano Murasaki (紫彩乃, Murasaki Ayano, 紫綾乃) est le nom d'une actrice japonaise en films pornographiques. Murasaki (紫?) est un mot japonais désignant une couleur pourpre, violette ou lavande, symbole de la constance dans la poésie japonaise.

## Biographie et carrière
Ayano Murasaki naît le 29 mars 1969 à Ibaraki, Japon.
Elle débute tardivement dans la pornographie à la fin de l'année 2003. Elle est alors âgée de 34 ans. L'intérêt du marché japonais du film pornographique pour ces "femmes d'âge mûr" (encore appelées "madame") se fait jour vers le milieu des années 1990 et le genre popularisé par le réalisateur Goro Tameike à la fin des années 1990. Vers le milieu des années 1990, le marché des femmes d'âge mûr s'est accru au point que DMM, le plus important distributeur au Japon, répertorie plus de 14 000 définitions au mot mûr (熟女). Murasaki interprète le rôle de telles « femmes d'âge mûrs » pour la production de KMP sous la marque Million Madams et pour Madonna, un studio de films pornographiques spécialisé dans le genre.
Ultérieurement, Murasaki a interprété des vidéos pour les studios Cinemagic et Dogma, réputés pour leurs bondages sexuels et leurs scènes sadomasochistes. Elle a également tourné des vidéos "non censurées" (c'est-à-dire sans la pixellisation habituelle des organes génitaux dans la pornographie japonaise) diffusées hors du Japon par Sky High Entertainment et Oriental Dream Pictures.
En 2005, Murasaki se voit décerner le prix de la meilleure actrice pour Million Madam. En 2006, elle est déclarée Meilleure actrice d'âge mûr par ses admirateurs et l'ensemble de l'industrie du film pornographique aux  Adult Broadcasting Awards  pour ses prestations dans les émissions télévisées réservées aux adultes de 2005.En février 2011, Murasaki partage la vedette avec Reiko Makihara dans 3D Co-Starring Mature Beauties: Tempting Love of Mother and Aunt dont c'est la première publication en 3D des studios Madonna,.

## Filmographie partielle
Filmographie extraite de: 
(en) « Ayano Murasaki (Filmography) », Urabon Navigator 1997-2006 (consulté le 9 août 2007).
| Titre de la vidéo | Producteur no de série                           | Réalisateur       | Parution             | Notes |  |
| --- | ------------------------------------------------ | ----------------- | -------------------- | --- |  |
| |                                                  |                   |                      | |  |
| |                                                  |                   |                      | |  |
| Beauty Madam 2 Hours 美人マダム2時間                                                                                      | KMP Million MILV-118 (VHS) MILD-118 (DVD)        | Eitaro Haga       | 26-12-2003           | |  |
| Super Beauty Ero Mrs. 超高級エロミセス                                                                                    | Madonna JUK-022 (VHS) JUKD-022 (DVD)             | Eitaro Haga       | 15-03-2004           | |  |
| Bukkake Jukujo ぶっかけ熟女                                                                                               | Sky High SKY-007                                 |                   | 2004-06-28           | Non censuré |  |
| Inmad Cinemashow 2 (Sexual Chaos in Prison) 淫魔CINEMASHOW2 淫魔収容所                                                    | Attackers Inmad ATI-021 (VHS) ATID-021 (DVD)     | Eitaro Haga       | 08-07-2004           | Avec Sakura Sakurada, Minami Aoyama & Ruri Shiratori                                                                                      |  |
| Truly Beautiful Lady Bukkake 美熟女ぶっかけ                                                                               | Madonna JUK-065 (VHS) JUKD-065 (DVD)             | Eitaro Haga       | 15-07-2004           | |  |
| Voluptuous Mature Nakadashi 艶熟 中出し                                                                                   | Glory Quest TopazJ TUJD-13                       |                   | 03-08-2004           | |  |
| Mature Pride 熟女プライド                                                                                                 | Kuki Super Devil SDS-016                         |                   | 29-10-2004           | Avec Maki Miyashita, Aki Tomosaki, Mayumi Tachibana, Maki Tomoda, Kozue Yoshinaga & Miyabi Kaga                                           |  |
| Failure as a Mother 近親白書 母親失格                                                                                     | Madonna JUK-113 (VHS) JUKD-113 (DVD)             |                   | 15-11-2004           | Avec Shizuku Morino |  |
| Tsumatama Cheaters On Holiday Vol.1 つまたま Vol.2                                                                        | Oriental Dream XV-25                             |                   | 14-12-2004           | Non censuré Avec Noa Sakuragi, Chiaki Mihara & Ran Saotome                                                                                |  |
| Stepmother Ayano 義母 彩乃                                                                                                | Moodyz MDY-015 (VHS) MDYD-015 (DVD)              | Goro Tameike      | 15-12-2004           | |  |
| Dear Mother! おふくろさん！                                                                                               | KMP Million Madams DAMV-003 (VHS) MILD-267 (DVD) | Eitaro Haga       | 18-02-2005           | |  |
| Tsumatama Cheaters On Holiday Vol.2 つまたま 美人妻 イン 南国サイパン Vol.2                                               | Oriental Dream XV-29                             |                   | 15-03-2005           | Non censuré Avec Noa Sakuragi, Chiaki Mihara & Ran Saotome                                                                                |  |
| Super High-Class Night Club 超高級クラブ 女の戦い ママ vs チーママ                                                        | KMP Million Madams DAMV-005 (VHS) MILD-278 (DVD) | Eitaro Haga       | 2005-03-18           | Avec Momoka Hanai & Runa Akasaka |  |
| Lustful Kiss of Mother and Daughter 淫欲接吻母娘愛                                                                        | Audaz Japan ISIS ISD-042                         |                   | 10-04-2005           | Avec Yume Imano, Reona Azabu, Hikaru Yuzuki                                                                                               |  |
| Hitoduma Hirugao Vol.2 人妻昼顔2                                                                                          | KMP Million Madams DAMV-007 (VHS) MILD-289 (DVD) | Goro Tameike      | 22-04-2005           | |  |
| Madonna School - Rebellion of Mothers マドンナ学園 - 母たちの反乱                                                         | Madonna JUK-125 (VHS) JUKD-125 (DVD)             |                   | 24-04-2005           | Avec 5 autres actrices |  |
| Backside (Ura) 裏 | KMP Million Madams DAMV-010 (VHS) MILD-303 (DVD) | Goro Tameike      | 27-05-2005           | |  |
| Apartment Wife 団地妻 | KMP Million Madams DAMV-012 (VHS) MILD-316 (DVD) |                   | 17-06-2005           | |  |
| Dirty-Minded Wife Advent Vol.2 好色妻降臨 Vol.2                                                                           | Sky High SKY-033                                 |                   | 29-06-2005           | Non censuré |  |
| Madam Pet 熟女ペット | KMP Million Madams DAMD-014 (VHS) MILD-327 (DVD) | Goro Tameike      | 22-07-2005           | |  |
| Incest 近親相姦 | Wanz Factory EG-105                              |                   | 01-09-2005           | |  |
| Ballroom Dance Club 淑女社交ダンス倶楽部                                                                                  | Madonna JUKD-317                                 |                   | 25-12-2005           | Avec Miki Tachibana & Yukari Sanada |  |
| Dream of Attractive Mature Woman Mania - Bloomers Alluring Mature Woman 10 熟女マニアがみる夢 ブルセラ熟女 10巻 彩乃36歳  | AVS COLOR'S DCR-29                               |                   | 2006-01-13           | |  |
| A Beautiful Woman 美しい女                                                                                                | Goro Tameike MDYD-038                            | Takezou           | 13-03-2006           | |  |
| The Rare Karte FILE-1 レアカルテ FILE-1                                                                                   | AVS Project GOLD DAPJ-37                         | Kyouichi          | 10-04-2006           | |  |
| Beautiful Mature Woman Confinement with Taka Kato! 美熟女が拘束され加藤鷹にイカサレまくるビデオ！                         | Goro Tameike MDYD-045                            | Goro Tameike      | 13-05-2006           | Avec l'acteur Taka Kato |  |
| Beautiful Mature Maids & Rich Boy 美熟女メイドと金持ち坊っちゃん                                                          | Cross CRPD-067                                   | Matsushima Cross  | 19-06-2006           | Avec Chinami Sakai |  |
| The Inner Palace: Indecent War 大奥 淫の乱 花びら燃ゆ                                                                     | Max-A DoraMax DMX-001                            | Kunihiro Hasegawa | 28-07-2006           | Avec Akiho Yoshizawa, Anri Mizuna, Kyōko Kazama, Mihiro, Nana Miyachi, Lemon Hanazawa & Shinobu Ebihara                                   |  |
| Mature Female Canines 熟女犬                                                                                              | Goro Tameike MDYD-077                            | Goro Tameike      | 13-09-2006           | Avec Aki Tomosaki, Mayumi Kusunoki & Sakura Mizuno                                                                                        |  |
| Mature Woman Cums with Vibrator Vol.5 熟女を電マでイカせ続ける3時間 5                                                     | Prestige Onimaru OND-005                         |                   | 11-10-2006           | |  |
| Celeb While in Afternoon Delusion Peeing Concentration セレブの午後は妄想おもらし三昧                                     | AVS Project GOLD DAPJ-56                         | Goro Abashiri     | 10-11-2006           | |  |
| PARADE Vol.55 The Gorgeous Madam : Ayano Murasaki PARADE Vol.55 ゴージャスマダム 中出し編 : 紫彩乃                        | J-Spot PA-55                                     |                   | 27-11-2006           | Non censuré |  |
| Mourning Dress Slave 29 喪服奴隷ＸＸＩＸ                                                                                  | CineMagic Collect DVS-067                        | Hidekazu Takahara | 15-12-2006           | |  |
| I Wanna Fuck My Friend's Mature Mother 熟れた友達のお母さんを犯しまくりたい。                                             | Dogma DDB-035                                    | Be-Bop Minoru     | 19-12-2006           | |  |
| Celebrity Busty Mature Women: Best Male Virgin! セレブ美熟女 最高の筆おろし！                                             | Madonna JUKD-545                                 |                   | 15-01-2007           | Avec Riri Kōda |  |
| Red Hot Jam Vol.12 : Ayano Murasaki レッド・ホット・ジャム 12 ： 美熟女 (紫彩乃)                                          | Red Hot RHJ-012                                  |                   | 22-08-2007           | Non censuré |  |
| Best Beautiful Woman 美しい女ベスト                                                                                       | Goro Tameike MBYD-024                            | Takezou           | <en cours>13-04-2008 | Avec Sayuri Shiraishi, Yuuki Seto, Yumi Kazama                                                                                            |  |
| Forbidden Mating : Satonaka Ayako, Ayano Murasaki 禁断交尾 : 里中亜矢子, 紫彩乃                                           | Yuzu YUU-26                                      |                   | 15-07-2008           | Avec Ayako Satonaka Non censuré |  |
| End of the Century Swapping スワッピング世紀末                                                                            | FA Pro FAX-170                                   |                   | 25-12-2008           | |  |
| The Inner Palace : Full Version Digitally Remastered 大奥 完全版 デジタルリマスター                                       | Max-A XV-750                                     |                   | 08-05-2009           | Avec Akiho Yoshizawa, Anri Mizuna, Kyōko Kazama, Mihiro, Nana Miyachi, Lemon Hanazawa, Ruri Shiratori, Satomi Shinozaki & Shinobu Ebihara |  |
| Red Hot Jam Vol.122 Beautiful Mature Woman Bukkake : Ayano Murasaki レッド・ホット・ジャム 122 ： ぶっかけ美熟女 (紫彩乃) | Red Hot RHJ-122                                  |                   | 22-12-2009           | Non censuré |  |
| 3D Co-Starring Mature Beauties: Tempting Love of Mother and Aunt 3D美熟女共演！ 叔母の誘惑と母の愛情                      | Madonna JUC-483                                  | Eitaro Haga       | 25-02-2011           | Avec Reiko Makihara Vidéo 3D |  |